# Lenguas mombum
Las lenguas mombum son un par de lenguas trans-neoguineanas: el koneraw y el mombum (propiamente dicho), habladas sobre la costa meridional de Nueva Guinea Occidental.

## Clasificación
Stephen Wurm (1975) consideró que el idioma mombumb por sí mismo formaba una de las ramas de las lenguas trans-neoguineanas centromeridionales (que a su vez son parte de las lenguas trans-neoguineanas). Esta clasificación fue mantenida tentativamente por Malcolm Ross, aunque este autor considera que es difícil decidir si las similitudes son retenciones del proto-TNG. El idioma koneraw está claramente relacionado, pero esta lengua fue omitida en clasificaciones anteriores.
Junto con las lenguas de Kolopom, las lenguas mombum-koneraw estas lenguas se hablan en la isla de Yos Sudarso (isla Kolopom).